# Sean Combs
Sean Love Combs (rodným jménem Sean John Combs * 4. listopadu 1969, Harlem, New York, USA) spíše známý jako Puff Daddy, P. Diddy nebo v současnosti jen Diddy je americký rapper, hudební producent a manažer a podnikatel. Je trojnásobným držitelem hudební ceny Grammy. Jako hudební manažer objevil a kultivoval kariéry řady umělců, z nichž jsou nejznámější The Notorious B.I.G., Mary J. Blige a Usher.
Do roku 1993 pracoval jako manažer nových talentů pro Uptown Records, než si založil vlastní label Bad Boy Records. Komerčního úspěchu dosáhl hned se svým prvním svěřencem The Notorious B.I.G.. Po nečekané smrti rappera zahájil Combs vlastní rapovou kariéru pod pseudonymem Puff Daddy s albem No Way Out, které bylo komerčním hitem. Následně vydal další čtyři sólová alba.
Vlastní obchodní společnost Bad Boy Entertainment Worldwide, která spravuje nahrávací společnost Bad Boy Records, módní značku oblečení Sean John (od roku 1998), filmovou produkční společnost Sean by Sean Combs a dvě restaurace. Byl také výkonným producentem pro pořad stanice MTV Making the Band. Mezi lety 2007 a 2023 byl ambasadorem značky vodky Cîroc. V roce 2013 spoluzaložil kabelovou televizní stanici Revolt, z jejíhož vedení byl odvolán po skandálu z konce roku 2023, přičemž na jaře 2024 prodal i svůj vlastnický podíl. V roce 2022 bylo jeho jmění odhadováno na jednu miliardu amerických dolarů, čímž byl jedním z nejbohatších hudebních umělců světa.
Od listopadu 2023 do září 2024 ho zažalovala celá řada žen, včetně bývalé partnerky nebo hudebních spolupracovnic, ze sexuálního obtěžování a z psychického i fyzického násilí. V září 2024 ho zatkla policie a federální žalobce ho obvinil z obchodování s lidmi, nucené práce, či ze spiknutí za účelem vydírání, nebo i distribuce drog. V červenci 2025 byl porotou shledán vinným ve dvou z pěti bodů obžaloby. Rozsudek bude vynesen v říjnu 2025.

## Dětství
Sean Combs se narodil v roce 1969 v newyorském Harlemu. Jeho rodiči jsou Melvin a Janice Combs. Jeho otec byl zavražděn na Manhattanu, když byl Sean ještě malý. Údajně Melvin Combs pracoval pro mafiánského drogového bosse Franka Lucase.
Na střední hrál Sean americký fotbal, s týmem vyhrál středoškolskou divizi v roce 1986, o rok později odmaturoval. Poté byl přijat na Howard University v D.C., kde pořádal skvělé párty, čímž po škole proslul. V stejnou dobu začal pracovat u Uptown Records, což ho velmi časově vytěžovalo. Po dvou letech byl vyloučen z univerzity a poté se začal naplno věnovat své práci, povýšil na manažera. Během této doby přijal do firmy skupinu Jodeci a zpěvačku Mary J. Blige.

## Založení Bad Boy Records
V roce 1991 zařizoval koncert rappera Heavy D na newyorské škole, který měl následovat po dobročinném zápasu v basketbalu, s výtěžkem pro nemocné chorobou AIDS. Ovšem do prodeje se dostal dvojnásobný počet lístků než bylo míst, aby organizátoři zadrželi lidi venku, uzamkli dveře a zatarasili je stoly. V davu, který se snažil dostat na koncert, bylo ušlapáno devět lidí. V roce 1999 soud označil Seana Combse spoluviníkem onoho incidentu a byl odsouzen k vyplacení odškodnění.
Roku 1993 byl Sean Combs vyhozen z Uptown Records, ale ihned poté založil vlastní label nazvaný Bad Boy Records, pod který upsal doposud neznámé rappery The Notorious B.I.G. a Craig Macka, spolu vydali demo - Big Mack. Roku 1994 vydal The Notorious B.I.G. desku Ready to Die, která zaznamenala výrazný úspěch a proslavila i Bad Boy Records. Poté Sean Combs upsal pod Bad Boy Records zpěvačku Faith Evans, skupinu 112 a další. Dále produkoval písně pro zpěváky a zpěvačky, jako jsou Usher, Mary J. Blige, Boyz II Men, Mariah Carey nebo Aretha Franklin. Po úspěchu svých písní vytvořil producentský tým The Hitmen. Label Bad Boy Records byl v devadesátých letech 20. století protiváhou k 'west-coast' labelu Death Row Records, s kterým vedli spor, který vyústil v zavraždění The Notorious B.I.G.

## Hudební kariéra

### No Way Out (1997–1998)
V roce 1997 vydal Sean Combs pod pseudonymem Puff Daddy svůj první singl "Can't Nobody Hold Me Down" (ft. Mase), který se udržel šest týdnů na prvním místě žebříčku Billboard Hot 100. Poté vydal své debutové album No Way Out, které získalo cenu Grammy. Album debutovalo na první pozici žebříčků Billboard 200, US Top R&B/Hip-Hop Albums, a také na Canadian Albums Chart. Bylo také komerčně velmi úspěšné v USA se stalo 7x platinové, v Kanadě 6x platinové a ve Spojeném království zlaté. Mimo již zmíněného hitu album obsahovalo další singl, který se umístil na prvním místě žebříčku Billboard Hot 100, a to "I'll Be Missing You" (ft. Faith Evans a 112), píseň byla věnována památce zesnulého The Notorious B.I.G., také zaznamenala celosvětový úspěch a v USA se stala 3x platinovou. Další dvě velmi úspěšné písně z alba jsou "It's All About the Benjamins (Remix)" (ft. The Notorious B.I.G., Lil Kim, & The L.O.X.) a "Been Around the World" (ft. The Notorious B.I.G. a Mase), obě se umístily na druhé příčce žebříčku Billboard Hot 100. Posledním úspěšným singlem z alba byla píseň "Victory" (ft. The Notorious B.I.G. a Busta Rhymes).

### Forever (1999–2000)
O dva roky později vydal své druhé album nazvané Forever, kterým zaznamená svůj největší úspěch především v Kanadě. Avšak i v USA bylo album úspěšné, debutovalo na druhé příčce žebříčku Billboard 200 a na první pozici US Top R&B/Hip-Hop Albums. Album se stalo platinovým. Velmi úspěšným singlem byla píseň "Satisfy You" (ft. R. Kelly), ta se umístila na druhé příčce žebříčku Billboard Hot 100 a zaznamenala úspěch i ve Spojeném království. Za zmínku stojí i další singl "Best Friend" (ft. Mario Winans).

### The Saga Continues... (2001)
Roku 2001, po obvinění z držení zbraně a braní úplatků, si Sean Combs změnil pseudonym na P. Diddy, tím se snažil pozměnit svou image, ale brzy poté byl zatknut za jízdu bez platného řidičského průkazu. V té době mělo vyjít gospel album Thank You, ale v souvislosti se špatnou publicitou nikdy nebylo vydáno. Poté začal spolupracoval s hvězdami jiných žánrů jako jsou David Bowie a Britney Spears.
V roce 2001 také vydal své třetí album, kterým je The Saga Continues, na kterém s Diddym spolupracuje celá "Bad Boy rodina", album se stalo platinovým. Jako předchozí debutovalo na druhé příčce žebříčku Billboard 200. Jediným úspěšnějším singlem z alba je "Bad Boy hymna" "Bad Boy for Life" (ft. Black Rob a Mark Curry), která se umístila na 33. příčce žebříčku Billboard Hot 100.

### We Invented the Remix a reality show (2002–2005)
V květnu 2002 vydal kompilační remixové album nazvané We Invented the Remix. Tato kompilace pro Diddyho znamenala návrat na vrchol hitparády Billboard 200, a to poprvé po pěti letech od vydání alba No Way Out. Kompilace se prodalo přes milion kusů v USA, a tak získala ocenění platinová deska od společnosti RIAA. Z této kompilace pochází velmi úspěšné singly "I Need a Girl (Part One)" (ft. Usher a Loon) a "I Need a Girl (Part Two)" (ft. Ginuwine, Loon a Mario Winans). Dalším úspěšným singlem byla píseň "No More Drama (Remix)" (ft. Mary J. Blige).
V roce 2002 spustil svou vlastní reality show na MTV nazvanou Making the Band 2, šlo o sequel k předchozí řadě show. Dalšími reality show na MTV, které vedl byly P. Diddy's Starmaker a I Want to Work for Diddy.
Rok 2005 byl opět rokem změny jména, tentokrát na Diddy. Tato změna znamenala právní problém s anglickým umělcem, který si říká stejně. Na Seanu Combsovi vysoudil přes sto tisíc liber a proto je Combsův pseudonym pro Anglii stále P. Diddy. Ve stejném roce podstoupil svůj label hudebnímu gigantu Universal Music Group. Časopisem Time byl jmenován "jedním z nejvlivnějších lidí roku 2005".

### Press Play (2006–2009)
Po pěti letech vydal své čtvrté studiové album nazvané Press Play, s kterým mu pomohla spousta hvězd z branže, jako jsou: Jamie Foxx, Nicole Scherzinger, Christina Aguilera nebo Fergie. Na některých písních z alba Diddy inklinuje ke zpěvu, namísto rapu. Album znovu debutovalo na prvním místě žebříčků Billboard 200 a US Top R&B/Hip-Hop Albums. Alba se v USA prodalo okolo 700 000 kusů, a tak získalo "jen" ocenění zlatá deska. Obsahuje velmi úspěšné singly "Come to Me" (ft. Nicole Scherzinger) a "Last Night" (ft. Keyshia Cole).

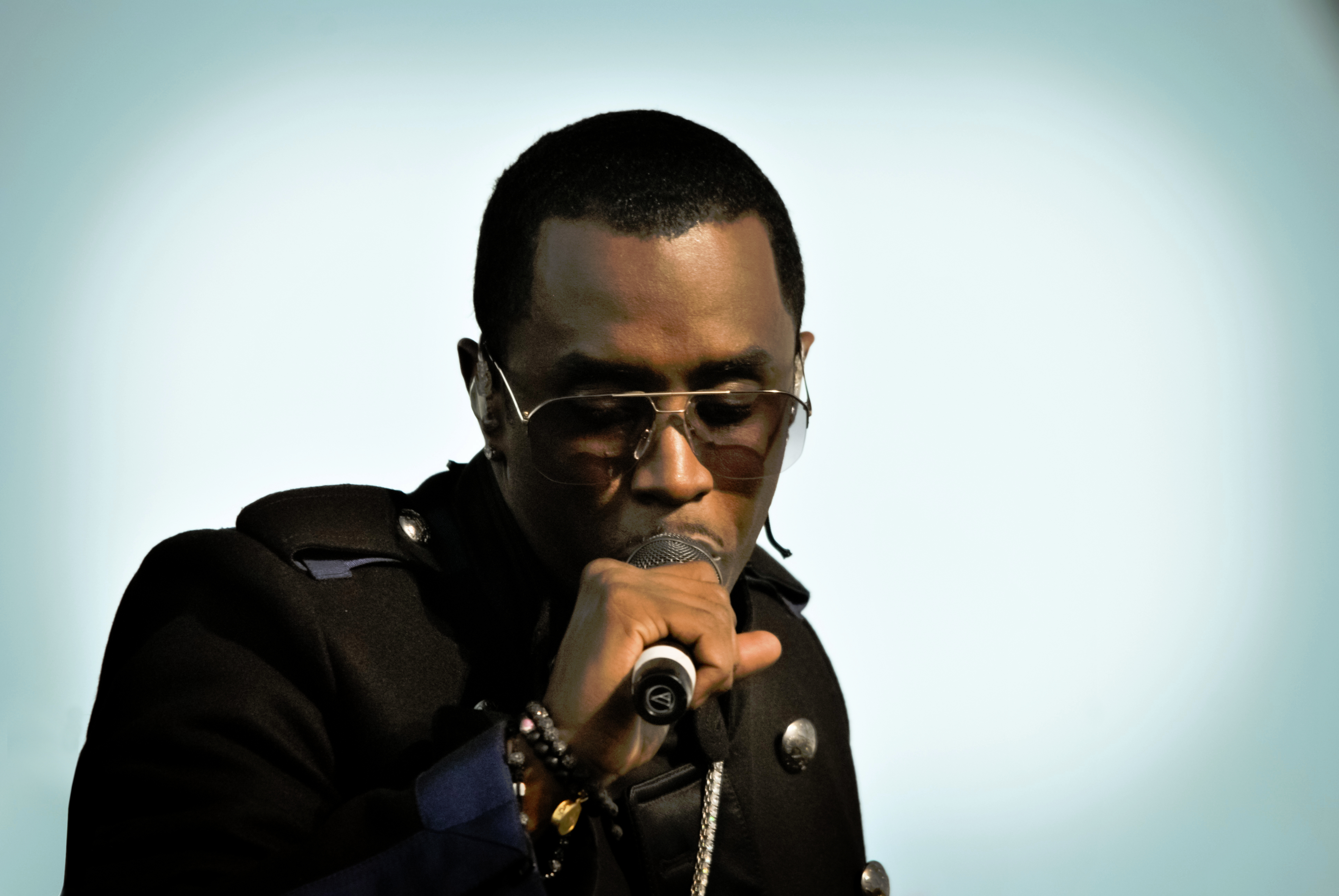
Diddy v roce 2010

### Diddy-Dirty Money (2010–2013)
Roku 2009 začal propagovat své nadcházející album Last Train to Paris, které je prvním počinem jeho nové skupiny Diddy-Dirty Money, kterou tvoří Diddy a zpěvačky Dawn Richard a Kalenna. Album je v žánru pop až dance-pop, ale s prvky Hip hopu a R&B. Album bylo vydáno v prosince 2010 a debutovalo na sedmé příčce žebříčku Billboard 200 s 101 000 prodanými kusy v první týden prodeje v USA. Úspěšnějšími singly z alba jsou písně "Hello Good Morning" (ft. T.I.) a především "Coming Home" (ft. Skylar Grey).
V roce 2010 se mluvilo o tom, že také založil duo Bugatti Boyz, které mimo něj měl tvořit rapper Rick Ross. Duo však dosud nevydalo, žádný singl ani album.

### MMM, 11 11, The Love Album (2014–...)
V únoru 2014 oznámil, že pod pseudonymem Puff Daddy vydá nové album s názvem MMM (Money Making Mitch). V únoru vydal singl "Big Homie" (ft. Rick Ross a French Montana). V červnu vydal druhý singl "I Want The Love" (ft. Meek Mill). ani jeden ze singlů v hitparádách neuspěl. Album dlouho nemělo stanovené datum vydání, nakonec Combs v květnu 2015 přes Instagram uveřejnil, že album bude vydáno 29. června 2015. Avšak termín nebyl dodržen, a projekt MMM (Money Making Mitch) byl vydán zdarma ke stažení 4. listopadu 2015 jako mixtape. Ani jeden ze zmíněných singlů na konečné mixtape nebyl. Mixtape byl vydán jako album 18. prosince 2015 na ITunes.
V srpnu 2014 společně s DJ Guyem Gerberem vydali zdarma ke stažení společný projekt s názvem 11 11. Projekt je nahrán v žánru EDM.
V listopadu 2017 veřejně oznámil, že si chce změnit jméno na Love. Později to proměnlivě odvolával a zase potvrzoval. Oficiálně si nechal přidat do občanského jména slovo Love v roce 2021.
V roce 2020 vyšlo album Twice as Tall nigerijského zpěváka Burna Boy, u kterého Combs působil jako výkonný producent.
V září 2023 vyšlo na jeho nezávislém labelu Love Records jeho páté studiové album The Love Album: Off the Grid. S distribucí pomáhal Motown. Album debutovalo na 19. příčce žebříčku Billboard 200 a uvádějí ho singly "Gotta Move On" (ft. Bryson Tiller) (79. příčka) a "Another One of Me" (s the Weeknd a French Montana (ft. 21 Savage)) (87. příčka).

## Osobní život

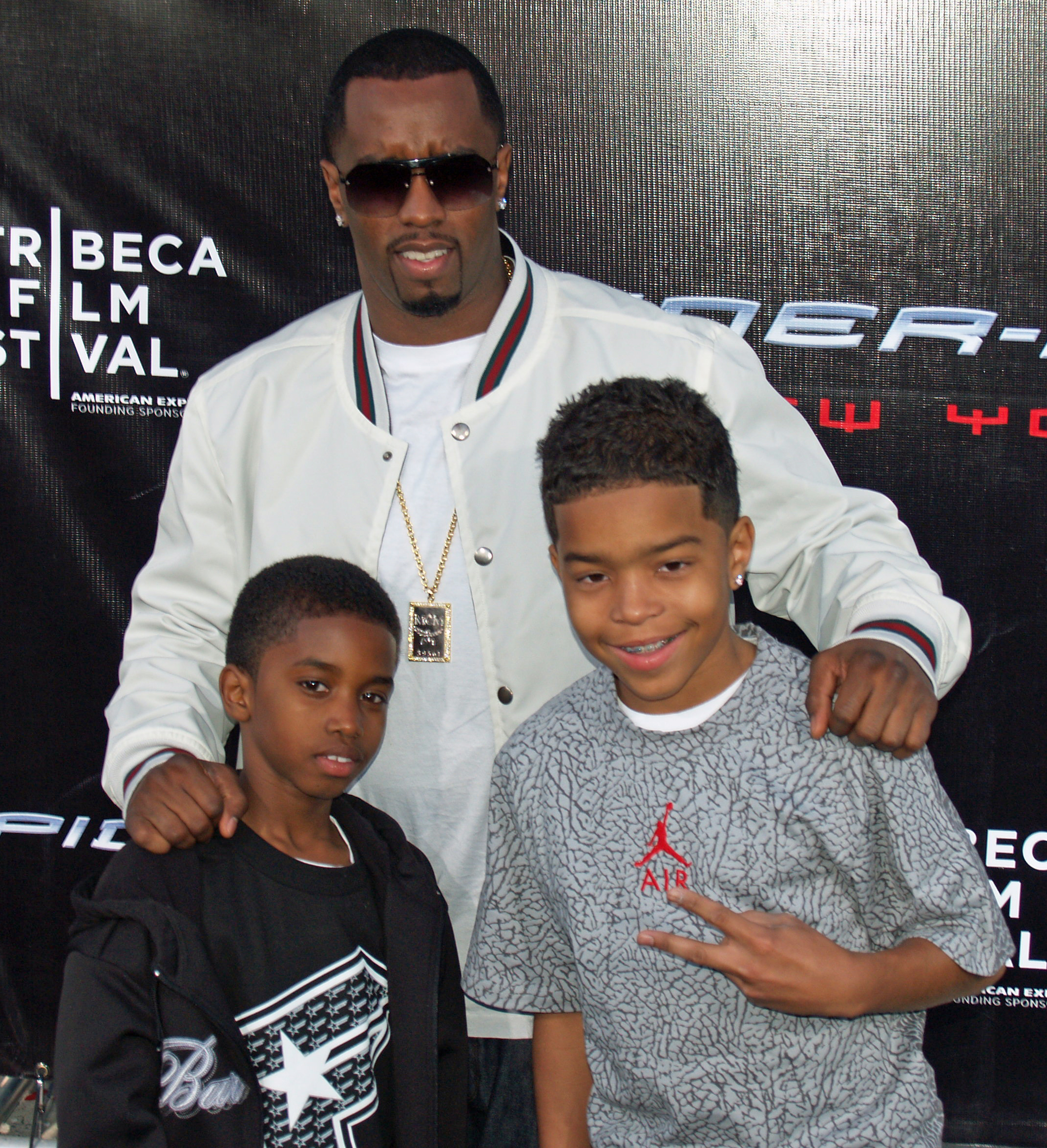
Sean Combs se syny na premiéře Spider-Mana 3 (2007)

### Rodina a aktivismus
Ačkoliv nebyl nikdy ženatý, je biologickým otcem šesti dětí. V roce 1993 se mu narodil první syn, Justin. Toho měl s designérkou a stylistkou Misou Hylton. S Hylton se seznámil, když ji v Uptown Records najal coby stylistku pro skupinu Jodeci. Brzy po narození syna se rozešli. V roce 1998 se mu narodil druhý syn, Christian. Porodila ho modelka a herečka Kim Porter. Combs přijal za svého i prvního syna Kim Porter Quincyho, kterého měla ze svého předchozího vztahu. Vztah se rozpadl rok nato a oba rodiče následně u soudu bojovali o svěření Christiana do péče. Nicméně v průběhu let se k sobě vraceli a zase se rozcházeli. V roce 2006 Porter porodila dvojčata D’Lilu Star a Jessieho Jamese. V tomtéž roce měl ale Combs ještě jiné dítě (dceru Chance) se svou kamarádkou, podnikatelkou Sarah Chapman. Roku 2007 se proto Porter a Combs rozešli definitivně, i když zůstali v kontaktu pro výchovu svých dětí. Kim Porter zemřela v roce 2018. Mezi lety 1999 a 2001 Combs žil se zpěvačkou a herečkou Jennifer Lopez. Pár se rozešel v roce 2001, přičemž Lopez později uvedla, že důvodem byla Combsova nevěrnost. V roce 2007, po definitivním rozchodu s Kim Porter, zahájil dlouhodobý vztah se zpěvačkou Cassie. Podobně jako s Porter byl vztah poznamenán opakovanými rozchody a návraty, než došlo v roce 2018 k definitivnímu rozchodu. V roce 2023 Cassie Combse obvinila z psychologického i fyzického zneužívání. Combs spor vyřešil mimosoudně. V roce 2022 se několik měsíců stýkal s rapperkou Yung Miami ze skupiny City Girls. V říjnu 2022 se mu narodila dcera Love. Tu porodila modelka Dana Tran.
V roce 2003 běžel v Maratonu města New York a získal dva miliony dolarů pro školy v New Yorku, (zaběhl ho za 4 hodiny a 18 minut). Roku 2004 vedl politickou kampaň Vote or Die (Volte nebo zemřete). Roku 2006 obdržel symbolický klíč od města Chicago z rukou jeho starosty Richarda M. Daleye a na počest Diddyho charitativní organizaci vyhlásil 13. říjen za "Diddy's Day".
Vlastní dům v New Jersey, který koupil za 7 milionů dolarů.
V roce 2014 dostal čestný doktorát na Howardově univerzitě, zúčastnil se tam také jako řečník během oslav 147. výročí založení školy. V červnu 2024 mu univerzita čestný doktorát odejmula a vrátila mu jeho finanční dar.

### Obchodní činnost
- V roce 1998 spustil svou oděvní značku Sean John, jeho výtvory ho nominovaly na cenu CFDA, kterou získal roku 2004.
- V roce 2002 byl zařazen do žebříčku 40 nejbohatších lidí pod čtyřicítkou časopisu Fortune, zároveň byl vyhlášen nejbohatším rapperem světa.
- V roce 2007 podepsal velmi výnosnou smlouvu na propagaci francouzské kvalitní vodky s názvem Cîroc. Díky lukrativní smlouvě získával Combs poloviční podíl z prodejů. V březnu 2023 značku koupila firma Diageo a s Combsem následně rozvázala kontrakt.[9]
- Roku 2008 uvedl svůj nový pánský parfém nazvaný „I Am King“, který je podle Combsových slov věnován velkým Afroameričanům historie. Právě reklamou na tento produkt přelepil billboard s reklamou na Sean John na Times Square. Šlo o největší tištěný billboard na Times Square.
- Ve stejném roce odkoupil i oděvní značku Enyce.
- Podle časopisu Forbes vydělal v roce 2006 28 milionů amerických dolarů, v roce 2007 35 milionů, v roce 2008 30 milionů, v roce 2009 také 30 milionů a v roce 2010 35 milionů. Poslední zmíněné tři roky byl druhým nejziskovějším rapperem světa, lepší v té době byl jen Jay-Z.
- V roce 2010 oznámil skrze CNN svůj záměr otevřít vlastní obchodní akademii v New Yorku.
- V říjnu 2013 spustil vlastní hudební televizní stanici s názvem Revolt TV.[10] V důsledku několika obvinění ze sexuálního obtěžování a znásilnění ke konci roku 2023 odstoupil z vedení televizní stanice.[11] V březnu 2024 odprodal svůj vlastnický podíl v televizi.[12]

### Problémy se zákonem
V dubnu 1999 vyšel videoklip k písni „Hate Me Now“ od rappera Nase, na které Combs hostoval. V jedné ze scén videoklipu byla montáž, která zobrazovala oba rappery ukřižované. Combs se coby katolík proti scéně ohradil a ta byla z videoklipu vystřižena. Nicméně špatná verze sestřihu byla odeslána stanici MTV, která odvysílala videoklip i s řečenou scénou. Krátce poté Combs se dvěma muži vtrhli do kanceláře tehdejšího Nasova manažera Steva Stouta a napadli ho. Stoute poté Combse zažaloval. Combs věc vyřešil mimosoudním vyrovnáním ve výši 500 tisíc dolarů. Současně se přiznal k obtěžování a byl odsouzen k jedné lekci kurzu na zvládání hněvu. 
V prosinci 1999 byl Combs se svou tehdejší přítelkyní Jennifer Lopez a mladým rapperem Shynem v nočním klubu v New Yorku. V klubu vypukla přestřelka, ve které měli střílet i Combs a Shyne. Údajně hádku vyvolal Combs s dalším hostem. Combs i Shyne byli zatčeni. Combs byl obviněn z několika přečinů spojených s držením zbraně včetně pokusu o podplacení svého řidiče Wardela Fendersona, aby uvedl, že zbraň patřila jemu. Combs si u soudu najal přední právníky, kterými byli Johnnie L. Cochran Jr. a Benjamin Brafman. Zatímco Combs byl porotou shledán nevinným, Shyne byl odsouzen k deseti letům vězení. Fenderson později zažaloval Combse z emoční újmy. Případ byl v roce 2004 vyrovnán za utajených podmínek ke spokojenosti obou stran. V únoru 2024 Natalia Reuben tvrdila, že ji v roce 1999 Combs v onom nočním klubu postřelil a vyplatil ji za to mimosoudně dva miliony dolarů. Současně měl podplatit vedení klubu i tamní zaměstnance, aby o tomto mlčeli. V září 2024 Shyne uvedl, že zatímco on Combse u soudu kryl, Combs ho v případu obětoval a zničil mu tím život.
V roce 2001 byl na Floridě zatčen za jízdu s propadlým řidičským oprávněním.
V roce 2003 vyšlo najevo, že najatí výrobci oblečení Combsovy značky Sean John v Hondurasu porušují tamní pracovní předpisy. V podstatě mělo jít o sweatshopy, ve kterých byli zaměstnanci špatně placeni, pracovali v náročném prostředí a podstupovali nadměrnou kontrolu. Podle vyšetřování z roku 2004 došlo po nápravě ke zlepšení pracovních podmínek.
V srpnu 2007 ho Gerard Rechnitzer zažaloval za ublížení na zdraví, kterého se měl Combs dopustit před hollywoodským nočním klubem. Combs spor vyrovnal v březnu 2008 mimosoudně za nezveřejněných podmínek.
V květnu 2017 ho žalovala Cindy Ruela, která předtím působila jako Combsova osobní kuchařka, za sexuální obtěžování. V únoru 2019 byl spor vyrovnán mimosoudně; opět za neveřejných podmínek.
Dne 17. listopadu 2023 ho bývalá partnerka Cassie Ventura zažalovala za projevy domácího násilí, zneužívání a znásilnění z roku 2018. Den po vznesení obvinění Combs spor vyrovnal mimosoudně. Podmínky vyrovnání nebyly zveřejněny. Později se na internet dostalo video zachycující fyzické napadení Cassie Ventury Combsem v hotelu v Los Angeles v roce 2016. Combs se následně veřejně omluvil.
Pouze týden od žaloby Cassie Ventury byl Combs zažalován dalšími dvěma ženami za sexuální zneužití a nekonsenzuální zveřejňování multimédií zachycující tyto ženy nahé. V prosinci 2023 ho zažalovala jiná žena za to, že ji měl s několika přáteli v roce 2003 hromadně znásilnit. V té době ji mělo být 17 let a byla tedy nezletilou. Combs obvinění odmítl.
V roce 2024 ho producent Rodney “Lil Rod” Jones obvinil, že mu vyhrožoval, zdrogoval ho a obtěžoval. Nutil ho prý také do sexuálního styku s prostitutkami. Lil Rod ve své žalobě také uvedl, že Combsovým dodavatelem drog byl jistý Brendan Paul, který byl následně zatčen policií za držení drog. Američtí federální agenti v březnu 2024 provedli razie v Combsových domech v Los Angeles a Miami.
V dubnu 2024 byl on a jeho syn Christian obžalováni z dalšího případu sexuálního napadení a obtěžování. Toho se měl dopustit Christian vůči Grace O'Marcaigh, která byla zaměstnána jako stevardka na Combsově jachtě. Sean Combs byl obviněn z napomáhání k činu a úsilí o ututlání případu.
V květnu 2024 byl Sean Combs obviněn z opakovaného sexuálního napadání studentky newyorského Fashion Institute of Technology April Lampros. Ke čtyřem útokům mělo dojít v období let 1995–2000. Combs byl dále obviněn z fyzického napadení a způsobení emoční újmy.
V září 2024 ho zažalovala zpěvačka Dawn Richard, která dříve nahrávala na jeho labelu Bad Boy. Podle žaloby ji měl Combs v letech 2004–2011 verbálně urážet, fyzicky napadnout, sexuálně napadnout a cíleně ji způsobit emoční újmu.
V polovině září byl Combs zatčen policií a obviněn mimo jiné z obchodování s lidmi, nucené práce či ze spiknutí za účelem vydírání. Soud odmítl stanovit kauci a Combs tak zůstane ve vazbě až do soudního líčení.
Krátce poté ho zažalovala další žena, podle které ji Combs v roce 2001 zdrogoval a znásilnil spolu se svým tehdejším bodyguardem Josephem Shermanem. Znásilnění si měl současně natočit. Následně ji měli opakovaně vyhrožovat, aby znásilnění nenahlásila.
Dne 1. října 2024 uvedl texaský žalobce Tony Buzbee, že chystá podat žaloby zahrnující 120 případů zneužití či znásilnění žen i mužů ze strany Combse. Těch se měl dopustit v letech 2000–2020 zejména ve státu New York. Některé oběti měly být nezletilé. Tony Buzbee v následujících měsících žaloby postupně předkládal soudům. V jednom případě byl vedle Combse obviněn také Shawn Carter, známější pod rapovým pseudonymem Jay-Z. Podle žaloby měli společně v roce 2000 znásilnit na soukromém večírku v New Yorku tehdy třináctiletou dívku. V žalobě byla oběť anonymizovaná. Jay-Z obvinění odmítl. V únoru 2025 žena, která žalobu na Cartera podala, ji stáhla.
V červenci 2025 byl porotou shledán vinným ve dvou z pěti bodů obžaloby. Porota ho odsoudila za přepravu lidí za účelem prostituce. Zbytek více vážných obvinění (hlavně z obchodování s lidmi za účelem sexuálního vydírání a spiknutí za účelem vydírání) odmítla. Combsovi přesto hrozí maximálně 20 let ve vězení. O výši trestu soud rozhodne v říjnu 2025. Do té doby Combs zůstane ve vazbě.

## Diskografie

### Studiová alba
| Rok  | Album                                                                                            | Nejvyšší umístění v hitparádě | Nejvyšší umístění v hitparádě | Nejvyšší umístění v hitparádě | Nejvyšší umístění v hitparádě | Nejvyšší umístění v hitparádě | Ocenění                                      |
| Rok  | Album                                                                                            | US 200                        | US Hip-Hop                    | US Rap                        | UK                            | CAN                           | Ocenění                                      |
| ---- | ------------------------------------------------------------------------------------------------ | ----------------------------- | ----------------------------- | ----------------------------- | ----------------------------- | ----------------------------- | -------------------------------------------- |
| 1997 | No Way Out - Vydáno: 1. července 1997 - Vydavatel: Bad Boy Records                               | 1                             | 1                             | *                             | 8                             | 1                             | US: 7x platinové CAN: 6x platinové UK: zlaté |
| 1999 | Forever - Vydáno: 24. srpna 1999 - Vydavatel: Bad Boy, Arista                                    | 2                             | 1                             | *                             | 9                             | 4                             | US: platinové UK: zlaté                      |
| 2001 | The Saga Continues... - Vydáno: 19. července 2001 - Vydavatel: Bad Boy, Arista                   | 2                             | 2                             | *                             | —                             | 19                            | US: platinové CAN: zlaté                     |
| 2006 | Press Play - Vydáno: 17. října 2006 - Vydavatel: Bad Boy, Atlantic                               | 1                             | 1                             | 1                             | 11                            | —                             | US: zlaté CAN: zlaté                         |
| 2010 | Last Train to Paris (s Dirty Money) - Vydáno: 14. prosince 2010 - Vydavatel: Bad Boy, Interscope | 7                             | 3                             | —                             | 24                            | 67                            | US: /                                        |
| 2023 | The Love Album: Off the Grid - Vydáno: 15. září 2023 - Vydavatel: Love Records, Motown           | 19                            | 5                             | —                             | —                             | 56                            | US: /                                        |

### Kompilace
- 2002 – We Invented the Remix (US: platinové)

### Mixtape
- 2015 – MMM (Money Making Mitch)

### Úspěšné singly
| Rok  | Název písně                                                                     | Pozice v mezinárodních žebříčcích | Pozice v mezinárodních žebříčcích | Pozice v mezinárodních žebříčcích | Pozice v mezinárodních žebříčcích | Pozice v mezinárodních žebříčcích | Pozice v mezinárodních žebříčcích | Ocenění                                          | Album                        |
| Rok  | Název písně                                                                     | US 100                            | US R&B                            | US Rap                            | US Pop                            | CAN                               | UK                                | Ocenění                                          | Album                        |
| ---- | ------------------------------------------------------------------------------- | --------------------------------- | --------------------------------- | --------------------------------- | --------------------------------- | --------------------------------- | --------------------------------- | ------------------------------------------------ | ---------------------------- |
| 1997 | "Can't Nobody Hold Me Down" (ft. Mase)                                          | 1                                 | 1                                 | 1                                 | —                                 | 1                                 | 19                                | US: 2x platinové                                 | No Way Out                   |
| 1997 | "I'll Be Missing You" (ft. Faith Evans a 112)                                   | 1                                 | 1                                 | 1                                 | —                                 | 1                                 | 1                                 | US: 3x platinové CAN: platinové UK: 2x platinové | No Way Out                   |
| 1997 | "It's All about the Benjamins" (ft. The Notorious B.I.G., Lil Kim a The L.O.X.) | 2                                 | 9                                 | 1                                 | —                                 | —                                 | 18                                |                                                  | No Way Out                   |
| 1998 | "Been Around the World" (ft. The Notorious B.I.G. a Mase)                       | 2                                 | 7                                 | 1                                 | —                                 | 2                                 | 20                                | US: platinové                                    | No Way Out                   |
| 1998 | "Victory" (ft. The Notorious B.I.G. a Busta Rhymes)                             | 19                                | 13                                | 2                                 | —                                 | —                                 | —                                 | US: zlaté                                        | No Way Out                   |
| 1998 | "Come with Me" (ft. Jimmy Page)                                                 | 4                                 | 19                                | 1                                 | —                                 | 7                                 | 2                                 | US: platinové UK: stříbrné                       | Godzilla OST                 |
| 1999 | "Satisfy You" (ft. R. Kelly)                                                    | 2                                 | 1                                 | 1                                 | —                                 | —                                 | 8                                 | US: zlaté                                        | Forever                      |
| 2000 | "Best Friend" (ft. Mario Winans)                                                | 59                                | 54                                | 4                                 | —                                 | —                                 | 24                                |                                                  | Forever                      |
| 2001 | "Bad Boy for Life" (ft. Black Rob a Mark Curry)                                 | 33                                | 13                                | 5                                 | —                                 | —                                 | 13                                |                                                  | The Saga Continues...        |
| 2001 | "Diddy" (ft. The Neptunes)                                                      | 66                                | 21                                | 23                                | —                                 | —                                 | 19                                |                                                  | The Saga Continues...        |
| 2001 | "No More Drama (remix)" (ft. Mary J. Blige)                                     | 15                                | 16                                | —                                 | —                                 | —                                 | 19                                |                                                  | We Invented Remix            |
| 2002 | "I Need a Girl (Part One)" (ft. Usher a Loon)                                   | 2                                 | 2                                 | 1                                 | 2                                 | —                                 | 4                                 |                                                  | We Invented Remix            |
| 2002 | "I Need a Girl (Part Two)" (ft. Ginuwine, Loon a Mario Winans)                  | 4                                 | 2                                 | 1                                 | —                                 | 3                                 | 4                                 |                                                  | We Invented Remix            |
| 2003 | "Shake Ya Tailfeather" (s Nelly a Murphy Lee)                                   | 1                                 | 3                                 | 1                                 | 3                                 | 14                                | 10                                | US: zlaté                                        | Bad Boys II OST              |
| 2006 | "Come to Me" (ft. Nicole Scherzinger)                                           | 9                                 | 13                                | 3                                 | 16                                | —                                 | 4                                 |                                                  | Press Play                   |
| 2006 | "Tell Me" (ft. Christina Aguilera)                                              | 47                                | 38                                | 14                                | —                                 | —                                 | 8                                 |                                                  | Press Play                   |
| 2007 | "Last Night" (ft. Keyshia Cole)                                                 | 10                                | 7                                 | 25                                | 9                                 | 23                                | 14                                |                                                  | Press Play                   |
| 2010 | "Hello Good Morning" (s Dirty Money (ft. T.I.))                                 | 27                                | 13                                | 8                                 | 38                                | 55                                | 22                                | US: zlaté                                        | Last Train to Paris          |
| 2010 | "Coming Home" (s Dirty Money (ft. Skylar Grey))                                 | 11                                | 83                                | 21                                | 9                                 | 7                                 | 4                                 | US: 2x platinové UK: stříbrné                    | Last Train to Paris          |
| 2022 | "Gotta Move On" (ft. Bryson Tiller))                                            | 79                                | —                                 | —                                 | —                                 | —                                 | —                                 |                                                  | The Love Album: Off the Grid |
| 2023 | "Another One of Me" (s the Weeknd a French Montana (ft. 21 Savage))             | 87                                | 34                                | —                                 | —                                 | 83                                | 98                                |                                                  | The Love Album: Off the Grid |

## Filmografie
- 2001 – Made / (Ranaři)
- 2001 – Monster's Ball / (Ples příšer)
- 2003 – Death of a Dynasty
- 2005 – Carlito's Way: Rise to Power / (Carlitova cesta: Zrození gangstera)
- 2008 – A Raisin in the Sun / (Zatmění slunce)
- 2009 – CSI: Miami (TV seriál - 2 díly)
- 2010 – Get Him to the Greek / (Dostaň ho tam)
- 2014 – Draft Day (Velký draft)
- 2014 – Muppets Most Wanted (A zase ti Mupeti!)